# Anomis maxima
Anomis maxima är en fjärilsart som beskrevs av Emilio Berio 1956. Anomis maxima ingår i släktet Anomis och familjen nattflyn. Inga underarter finns listade i Catalogue of Life.